# Patricia Philippe
Pour les articles homonymes, voir Philippe.
Patricia Philippe est une chanteuse et guitariste de La Réunion, née le 16 juillet 1966.
Sa carrière débute en tant que choriste  pour de nombreux artistes et groupes (Créolie et Duo Interlude entre autres).  
Après avoir accompagné Ziskakan de 1999 à 2005, elle se lance dans l'aventure solo avec un premier album Choké. Le CD se classe deuxième des ventes à La Réunion.